# Vitstrupig skrikuv
Vitstrupig skrikuv (Megascops albogularis) är en fågel i familjen ugglor inom ordningen ugglefåglar.

## Utseende och läte
Vitstrupig skrikuv är en stor skrikuv med rätt mörkt brun fjäderdräkt. Små vita fläckar och streck täcker huvud, rygg och vingar. Buken är ljusare gulbrun med mörka streck. Den vita strupen som gett arten dess namn är vanligen väl synlig. Könen är lika. Sången består av en relativt kort och långsam serie hoanden som faller i tonhöjd, ofta avgiven i duett.

## Utbredning och systematik
Vitstrupig skrikuv delas in i sex underarter med följande utbredning:
- Megascops albogularis obscurus – Sierra de Perijá (gränsen mellan Colombia och Venezuela)
- Megascops albogularis macabrus – västra och centrala Anderna i Colombia och Ecuador till norra Peru
- Megascops albogularis albogularis - östra Anderna i Colombia och Ecuador
- Megascops albogularis meridensis – Anderna i västra Venezuela
- Megascops albogularis remotus – Anderna i östra Peru till västra Bolivia (Cochabamba)

## Levnadssätt
Vitstrupig skrikuv hittas i bergsbelägna tempererade skogar, vanligen på mellan 2300 och 3400 meters höjd. Den är strikt nattlevande och hörs därför långt oftare än ses.

## Status och hot
Arten har ett stort utbredningsområde, men tros minska i antal, dock inte tillräckligt kraftigt för att den ska betraktas som hotad. Internationella naturvårdsunionen IUCN listar arten som livskraftig (LC). Världspopulationen har ännu inte uppskattats, men den beskrivs som tämligen allmän.